# Passion Fruit
Passion Fruit war eine deutsch-spanisch-niederländische Popgruppe, die durch die Lieder The Rigga-Ding-Dong-Song und Wonderland bekannt wurde. Gegründet wurde die Gruppe 1999 in Zusammenarbeit mit ihrem Flensburger Produzententeam Elephant Music, die auch die Komponisten der Lieder von Passion Fruit sind.
2001 fand die Band ihr Ende, als bei dem Absturz von Crossair-Flug 3597 am 24. November zwei der drei Bandmitglieder, Maria Serrano Serrano und Nathalie van het Ende, ums Leben kamen. Unter den insgesamt 24 Opfern war auch die US-amerikanische Popsängerin Melanie Thornton.
Debby (Deborah) St. Maarten überlebte das Unglück mit schweren Verletzungen und lebt heute in ihrer Heimat Zoetermeer bei Den Haag.

## Ursprüngliche Besetzung
In der ursprünglichen Besetzung der Band, die 1999 gegründet wurde, gab es neben drei weiblichen Bandmitgliedern noch einen MC, der den Rap-Part übernahm.
Die Mitglieder waren (jeweils Künstlername und echter Name):
- Blade (Manye Thompson)
- Dawn (Viola Schubbe)
- Pearl (Carla Sinclair)
- MC Steve (Mario Zuber)

Nach dem erfolgreichen Start der ersten Single The Rigga-Ding-Dong-Song (Platz neun in Deutschland) kam es nach dem Ausstieg von MC Steve im Oktober 1999 zu Spannungen innerhalb der Gruppe, die letztlich zu einer Neubesetzung führten.

## Zweite und langfristige Besetzung
- Nathaly(ie) van het Ende (* 2. Januar 1975; † 24. November 2001) wurde in den Niederlanden geboren. Sie war Backgroundsängerin, Tänzerin und als Model tätig. 1995 belegte sie den 3. Platz bei der Miss-Holland-Wahl. Unter anderem wirkte sie bei diversen Videoclips mit.
- Debby (Deborah St. Maarten) (* 1973) ist ebenfalls gebürtige Niederländerin und war Tänzerin und Model. Sie spielte in verschiedenen Videoclips niederländischer und belgischer Künstler mit.
- Maria Serrano Serrano (* 26. November 1973 in Duisburg; † 24. November 2001) war spanische Staatsbürgerin, lebte aber in Mülheim an der Ruhr. Sie war gelernte Krankenschwester und ebenfalls als Tänzerin tätig. Ihr Sohn ist der Rapper Jamule.

## Die wahren Stimmen hinter Passion Fruit
Die eigentliche Hauptstimme der Band war die deutsch-kubanische Sängerin Leticia Pareja Padron, bei Liedern mit Rapteil übernahm diesen der Flensburger Sänger Kenneth KC Clemmons. Erst bei der letzten Single I'm Dreaming of... A Winter Wonderland / I'm Dreaming of... A White Christmas kam es zu einer teilweisen Beteiligung der zweiten Besetzung.

## Diskografie

### Studioalben
| Jahr | Titel                  | Höchstplatzierung, Gesamtwochen, AuszeichnungChartplatzierungen (Jahr, Titel, Platzierungen, Wochen, Auszeichnungen, Anmerkungen) | Höchstplatzierung, Gesamtwochen, AuszeichnungChartplatzierungen (Jahr, Titel, Platzierungen, Wochen, Auszeichnungen, Anmerkungen) | Höchstplatzierung, Gesamtwochen, AuszeichnungChartplatzierungen (Jahr, Titel, Platzierungen, Wochen, Auszeichnungen, Anmerkungen) | Anmerkungen                          |
| Jahr | Titel                  | DE | AT | CH | Anmerkungen                          |
| ---- | ---------------------- | --- | --- | --- | ------------------------------------ |
| 2000 | Spanglish Love Affairs | — | — | — | Erstveröffentlichung: 10. April 2000 |

### Singles
| Jahr | Titel Album                                                                     | Höchstplatzierung, Gesamtwochen, AuszeichnungChartplatzierungen (Jahr, Titel, Album, Platzierungen, Wochen, Auszeichnungen, Anmerkungen) | Höchstplatzierung, Gesamtwochen, AuszeichnungChartplatzierungen (Jahr, Titel, Album, Platzierungen, Wochen, Auszeichnungen, Anmerkungen) | Höchstplatzierung, Gesamtwochen, AuszeichnungChartplatzierungen (Jahr, Titel, Album, Platzierungen, Wochen, Auszeichnungen, Anmerkungen) | Anmerkungen                                            |
| Jahr | Titel Album                                                                     | DE | AT | CH | Anmerkungen                                            |
| ---- | ------------------------------------------------------------------------------- | --- | --- | --- | ------------------------------------------------------ |
| 1999 | The Rigga-Ding-Dong-Song Spanglish Love Affairs                                 | DE9 Gold · (15 Wo.)DE | AT9 (9 Wo.)AT | CH7 (11 Wo.)CH | Erstveröffentlichung: 7. Juni 1999 Verkäufe: + 250.000 |
| 2000 | Wonderland Spanglish Love Affairs                                               | DE22 (13 Wo.)DE | AT11 (18 Wo.)AT | CH69 (7 Wo.)CH | Erstveröffentlichung: 13. März 2000                    |
| 2000 | Sun Fun Baby (Looky Looky) Spanglish Love Affairs                               | DE34 (9 Wo.)DE | AT33 (6 Wo.)AT | CH81 (7 Wo.)CH | Erstveröffentlichung: 5. Juni 2000                     |
| 2001 | Bongo Man –                                                                     | DE35 (8 Wo.)DE | AT44 (8 Wo.)AT | CH81 (5 Wo.)CH | Erstveröffentlichung: 25. Juni 2001                    |
| 2001 | I’m Dreaming of... A Winter Wonderland / I’m Dreaming of... A White Christmas – | DE75 (4 Wo.)DE | AT63 (3 Wo.)AT | CH56 (2 Wo.)CH | Erstveröffentlichung: 3. Dezember 2001                 |